# Conrad Victor Schneider
Pour les articles homonymes, voir Schneider.
Conrad Victor Schneider (1614-10 août 1680) est un médecin allemand et polygraphe.

## Biographie
Né à Bitterfeld en Misnie, il est professeur à Wittemberg et médecin de l'électeur de Saxe. Il s'est intéressé à la texture de la membrane qui tapisse les fosses nasales, et qui a pris son nom, la « membrane de Schneider (en) », appelée aussi « membrane pituitaire ».
Dans le Dictionnaire des sciences médicales, Biographie médicale de Antoine Jacques Louis Jourdan :
Schneider « devint médecin de l'électeur de Saxe, et professeur å Wittenberg, où il termina sa carrière le 10 août 1680, à l'âge de soixante-dix ans. Compilateur laborieux, il se distingua de la foule des polygraphes par une critique judicieuse dans le choix des matériaux qu'il empruntait aux autres, et ne dédaigna pas non plus l'observation de la nature, qui s'allie si rarement avec les travaux d'érudition. Ses ouvrages sont écrits sans méthode, de manière qu'on a de la peine à y reconnaître ce qui lui appartient de ce qu'il a puisé dans ses prédécesseurs. Ils ont en outre le défaut d'être d'une prolixité fatigante. Cependant ils contiennent beaucoup de remarques neuves et utiles. Nous citerons entre autres tous ceux qui ont rapport à l'ostéologie du crâne. Mais le plus important est le traité du catarrhe, qu'on lira toujours avec fruit, quelque volumineux et diffus qu'il soit. »

## De catarrhis
Dans le Dictionnaire des sciences médicales, Biographie médicale de Antoine Jacques Louis Jourdan:
Schneider « fut le premier qui fit connaître la véritable texture de la membrane pituitaire. C'est donc avec raison qu'on a donné son nom à cette membrane. Il a fort bien indiqué les sources du mucus nasal, qui provient, dit-il, du mélange de l'exhalation fournie par la membrane qui tapisse les fosses nasales avec l'humeur lacrymale descendue par le canal nasal. Quelques anatomistes du seizième siècle avaient déjà réfuté l'opinion des anciens, suivant laquelle il existe, entre les ventricules du cerveau et le nez, une communication dont on s'était généralement servi pour expliquer le coryza. Mais Schneider démontra par l'anatomie que cette opinion est insoutenable, et qu'aucun fluide ne peut tomber du cerveau dans les fosses nasales ou dans la bouche, ni par les trous de l'ethmoïde, ni par la tige pituitaire; d'un côté, parce qu'il n'existe aucune communication entre le nez et les ventricules cérébraux; de l'autre, parce que l'encéphale n'offre aucune altération organique chez les chevaux attaqués de la morve. C'est ainsi qu'il fit concourir l'anatomie comparée et l'anatomie pathologique à la réfutation d'une doctrine qui avait exercé une influence si puissante sur les théories médicales, et qu'il contribua d'une manière efficace aux progrès de la pathologie. Ses ouvrages, sont du petit nombre de ceux qu'un médecin instruit doit lire et méditer ».

## Œuvres
- Dissertationes academicas de patribus principalioribus ;
- Liberum de osse cribriformi & sensu ac organo odoratus, & morbis ad utrumque spectantibus, Wittenberg, 1655 ;
- Disp. Osteologicas ;
- De catarrhis, Wittenberg, 1660 ;
- Librum de catarrhis specialissimum, 1664 ;
- De morbis capitis s. cephalicis soporofis, Wittenberg, 1669 ;
- De nova gravissimorum trium morborum curatione, nimirum de apoplexia, lipopsychia & paralysi, Francfort, 1681 ;
- De spasmorum natura, subjecto & causis, Wittenberg, 1677 ;
- Orationes de aequitate & justitia natuarae, de bellis naturalibus.